# Jussi Sydänmaa
Jussi Sydänmaa (Mäntsälä, Finska, 26. svibnja 1973.), je finski gitarist sastava Lordi, poznatiji pod nadimkom "Amen". 
Amen je drugi po redu član sastava Lordi, ako izuzmemo osnivača Mr. Lordi-ja. Na albumu The Monsterician Dream radio je na pjesmi "Forsaken Fashion Dolls".
Amen (ili Amun) je drevna mumija, Egipatski bog sunca Amen-Ra ili Amon-Ra. 